# Etienne Forestier
Etienne Forestier (* 1712 in Paris; † 19. März 1768 ebenda) war ein französischer Bronzegießer. Er wurde 1737 maître-fondeur en terre et sable in Paris.
Forestier lebte und arbeitete in der Rue de la Verrerie im Marais, dem heutigen 4. Pariser Arrondissement.

## Würdigung
Etienne Forestier belieferte unter anderem die Werkstätten des ébéniste du roi Jean-François Oeben und des André-Charles Boulle mit Bronzen und Beschlägen. Bekanntheit erlangte Forestier durch die Fertigung der Bronzen am Bureau du Roi nach den Entwürfen des italienischen Silberschmiedes Jean-Claude Chambellan Duplessis und durch die langjährige Zusammenarbeit mit dem ébéniste du roi Gilles Joubert, einem der führenden Lieferanten von Möbeln an den Hof Ludwigs XV. Nach dem Tod Forestiers berechtigte der Marquis de Marigny die Witwe zur Weiterführung der Firma zusammen mit ihren Söhnen.